# Нусс, Яков Фёдорович
Яков Фёдорович Нусс — советский и российский театральный деятель, первый директор Вологодского ТЮЗа. Создатель детского театра кукол «Теремок». Почётный гражданин города Вологды.

## Биография
Яков Нусс родился 31 марта 1911 года в бедной семье немцев Поволжья.
Ребенком Нусс остался сиротой, бродяжничал, был пастухом, чернорабочим, пережил все тяготы и лишения войны, позже трудился над освоением целины.
Был репрессирован по национальному признаку (реабилитирован 27 марта 1992 года).
В 1941—62 гг. работал в Абакане, был актёром местного драмтеатра, а затем его возглавил.
В 1962—74 гг. Я. Нусс возглавлял Вологодский драматический театр. Именно под руководством Нусса драмтеатр удостоен высокой награды — ордена «Знак Почета». При театре был открыт филиал Школы-студии МХАТ.
В 1968 году Якову Нуссу было присвоено звание Заслуженного работника культуры РСФСР.
Создал и возглавлял в 1974—76 гг. детский театр кукол «Теремок» в Вологде.
В 1976 году по инициативе Нусса был создан Вологодский ТЮЗ. Он возглавлял его до 1983 года.
С 1983 года Нусс входил в производственную группу архитекторов Дирекции по охране памятников истории и культуры Вологодской области. В 1984—89 гг. руководил реставрацией старинного особняка, в котором разместился Вологодский Дом актера. В последующие годы работал архитектором Вологодского музея-заповедника. В 1992—97 гг. работал в театре кукол «Теремок» в должности заместителя директора, отвечая за реставрацию здания.
Постановлением Совета самоуправления и Администрации г. Вологды от 01.04.96 № 760 присвоено звание Почетного гражданина города Вологды «За большой вклад в развитие театрального искусства и многолетнюю плодотворную работу».
Яков Нусс умер 29 августа 2002 года. Похоронен на Пошехонском кладбище в Вологде.
16 апреля 2011 года 100-летие Якова Нусса Вологодский ТЮЗ отпраздновал одновременно со своим 35-летием и 65-летием нынешнего руководителя Бориса Гранатова в ходе представления «Нам — 100 лет!»
Якову Нуссу приписывается фраза: «Актеры и музыканты — словно малые дети. На них нельзя обижаться!».

## Награды
Я. Ф. Нусс был награждён медалями «За доблестный труд в Великой Отечественной войне 1941—45 гг.», «За доблестный труд. В ознаменование 100-летия со дня рождения Владимира Ильича Ленина», «За освоение целины» и другими.